# Viktor Dudr
Viktor Dudr (17. července 1941 Třebíč – 7. března 2025) byl český fyzik a pedagog, po oslepnutí se stal sekretářem organizací pro nevidomé a slabozraké a expertem pro odstraňování architektonických bariér pro slabozraké.

## Biografie
Narodil se v Třebíči, kde následně vystudoval tzv. jedenáctiletku (někdejší Gymnázium Třebíč), tu ukončil v roce 1958. Od narození trpěl pigmentozní chorobou sítnice, nicméně v roce 1963 ukončil matematicko-fyzikální fakultu UK v Praze. Mezi lety 1963 a 1988 působil jako pedagog strojnických středních škol v Kolíně, Karlíně v Praze a na střední průmyslové škole chemické v Praze. Mezi lety 1983 a 1988 vyučoval již pouze fyziku, praktickou výuku také vyučoval a odborné články mu nahrávali studenti na magnetické pásky. V roce 1988 byl přijat do 2. oddělení Svazu invalidů v Praze. Později se stal členem komise pro odstraňování architektonických bariér. Po roce 1989 se podílel na založení Společnosti nevidomých a slabozrakých, byl jmenován sekretářem a následně přešel do České unie nevidomých a slabozrakých. Společně s pracovníky Metroprojektu začal vymýšlet a zavádět různé pomocné prvky jako jsou speciální dlažby nebo akustické orientační majáky. Majáky začaly hromadně sloužit v roce 1992.
Poslouchal vážnou hudbu, zajímal se o motorismus a řemeslnou výrobu.